# گورستان جورده
گورستان جورده مربوط به هزاره اول قبل از میلاد است و در شهرستان رضوانشهر، روستای ارده واقع شده و این اثر در تاریخ ۱۹ مرداد ۱۳۸۴ با شمارهٔ ثبت ۱۲۸۴۱ به‌عنوان یکی از آثار ملی ایران به ثبت رسیده است.